# Astrid von Schweden

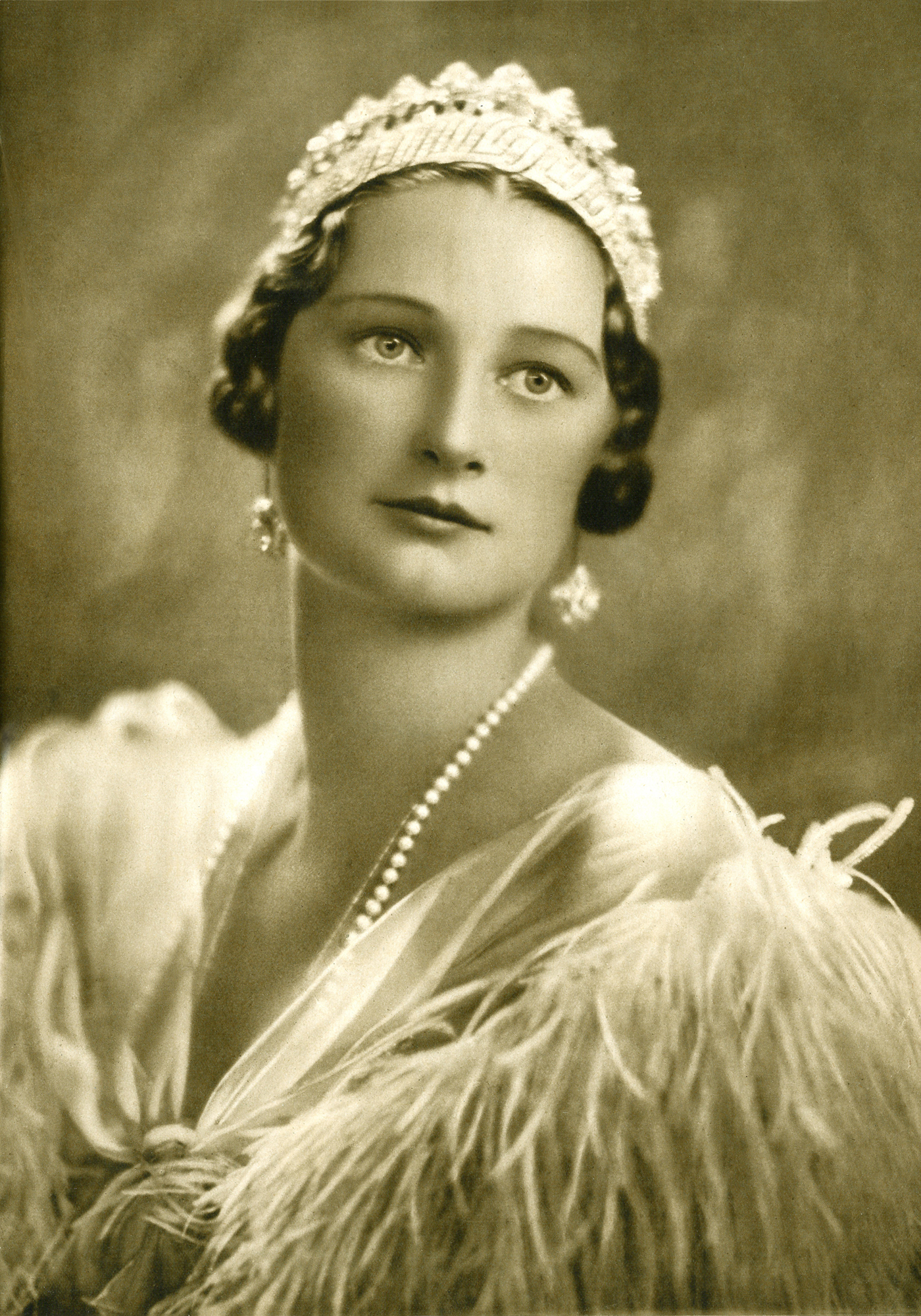
Astrid, Königin der Belgier (1935).

Prinzessin Astrid Sofia Lovisa Thyra von Schweden (* 17. November 1905 in Stockholm; † 29. August 1935 bei Küssnacht am Rigi) war ein Mitglied des Hauses Bernadotte und durch Heirat mit Leopold III. Königin der Belgier.

## Leben

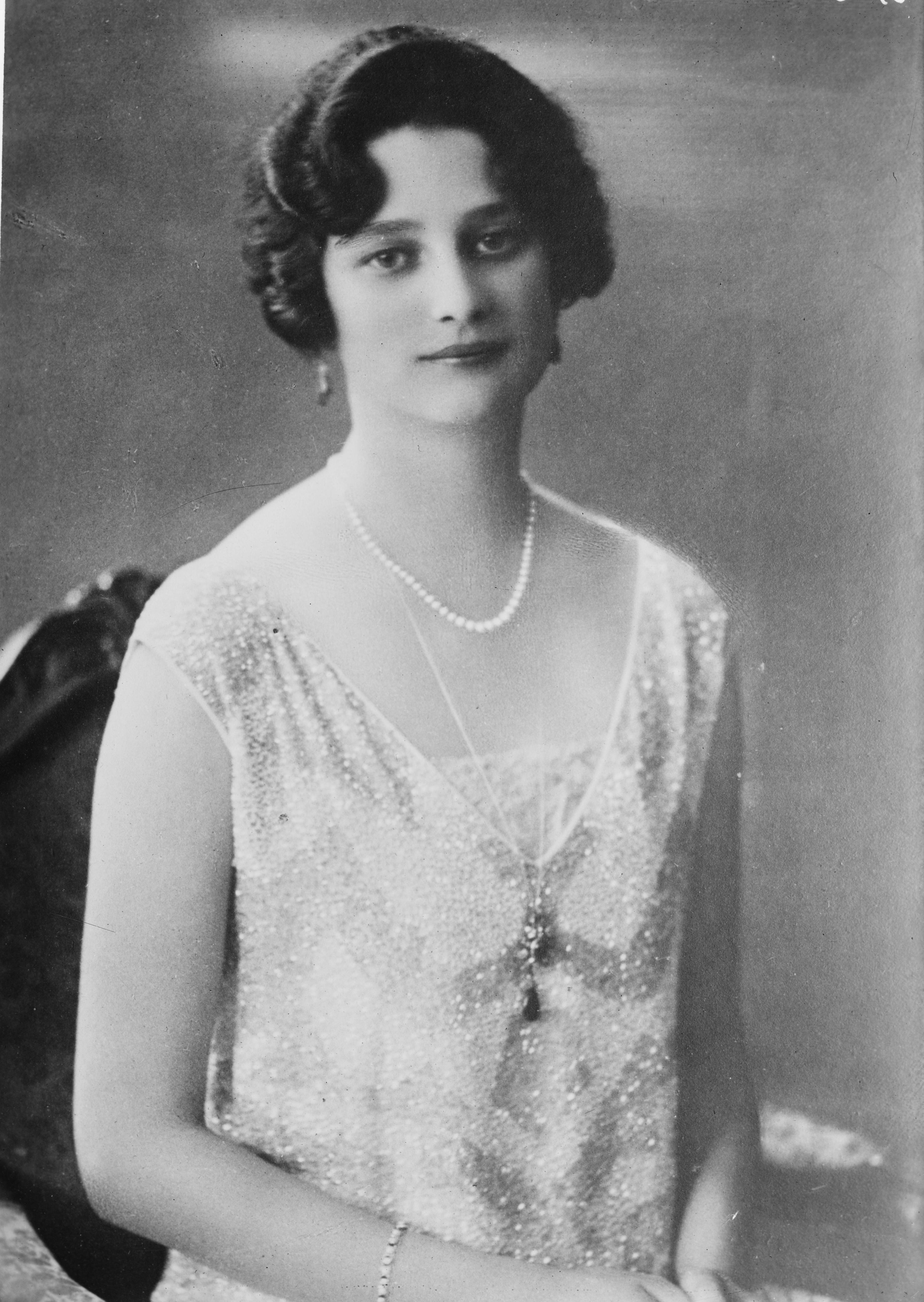
Prinzessin Astrid von Schweden (1926).

Astrid war die dritte Tochter des Prinzen Carl von Schweden, Herzog von Västergötland (1861–1951), Sohn König Oskars II. von Schweden, und dessen Frau, Prinzessin Ingeborg von Dänemark (1878–1958), Tochter des dänischen Königs Friedrich VIII. aus dem Haus Schleswig-Holstein-Sonderburg-Glücksburg und dessen Frau Louise von Schweden-Norwegen. Ihre Schwester Märtha heiratete ins norwegische Königshaus ein. Sie hatte einen jüngeren Bruder Carl (1911–2003) und als weitere Schwester Margaretha von Schweden.
Am 4. November 1926 heiratete Prinzessin Astrid in Stockholm den belgischen Thronfolger und späteren König Leopold III. (1901–1983), den ältesten Sohn des Königs Albert I. der Belgier und der Prinzessin Elisabeth Gabriele in Bayern. Aus der Verbindung gingen drei Kinder hervor:
- Joséphine-Charlotte (1927–2005) ⚭ 1953 Großherzog Jean von Luxemburg
- Baudouin (1930–1993), König der Belgier ⚭ 1960 Doña Fabiola de Mora y Aragón (1928–2014)
- Albert II. (* 1934), König der Belgier ⚭ 1959 Prinzessin Paola Ruffo di Calabria

## Tod und Ehrungen
Am 29. August 1935 verlor König Leopold auf einer Straße bei Küssnacht am Rigi am Ufer des Vierwaldstättersees die Kontrolle über seinen Wagen und stürzte die steile Uferböschung hinunter. Die Königin wurde beim Unfall aus dem Wagen und gegen einen Baum geschleudert. Sie starb in den Armen des Königs an einer schweren Kopfverletzung. Noch am Unfalltag wurde der Sarg mit der Königin per Bahn nach Belgien überführt.
Bei der Bestattung am 3. September 1935 in der königlichen Gruft der Liebfrauenkirche zu Laeken in Brüssel wurde ihr Haupt in Bandagen gelegt.
Die Gemeinde Küssnacht übereignete Leopold das Grundstück, auf dem der Unfall geschah. Der Regent ließ dort eine Gedenkkapelle errichten.
In Laeken, Belgien, wurde vom Architekten Paul Bonduelle eine Gedenkstätte errichtet und am 21. Juli 1938 eingeweiht. Das im späten neoklassizistischen Stil errichtete Gebäude ist der Liebfrauenkirche von Laeken zugewandt und geht auf das Schloss Laeken zurück. Im selben Jahr wurde auf Initiative der örtlichen Veteranenfront eine Bronzebüste der Königin im Wisterzée-Park in Court-Saint-Étienne, Belgien, vom Bildhauer Victor Rousseau aufgestellt.

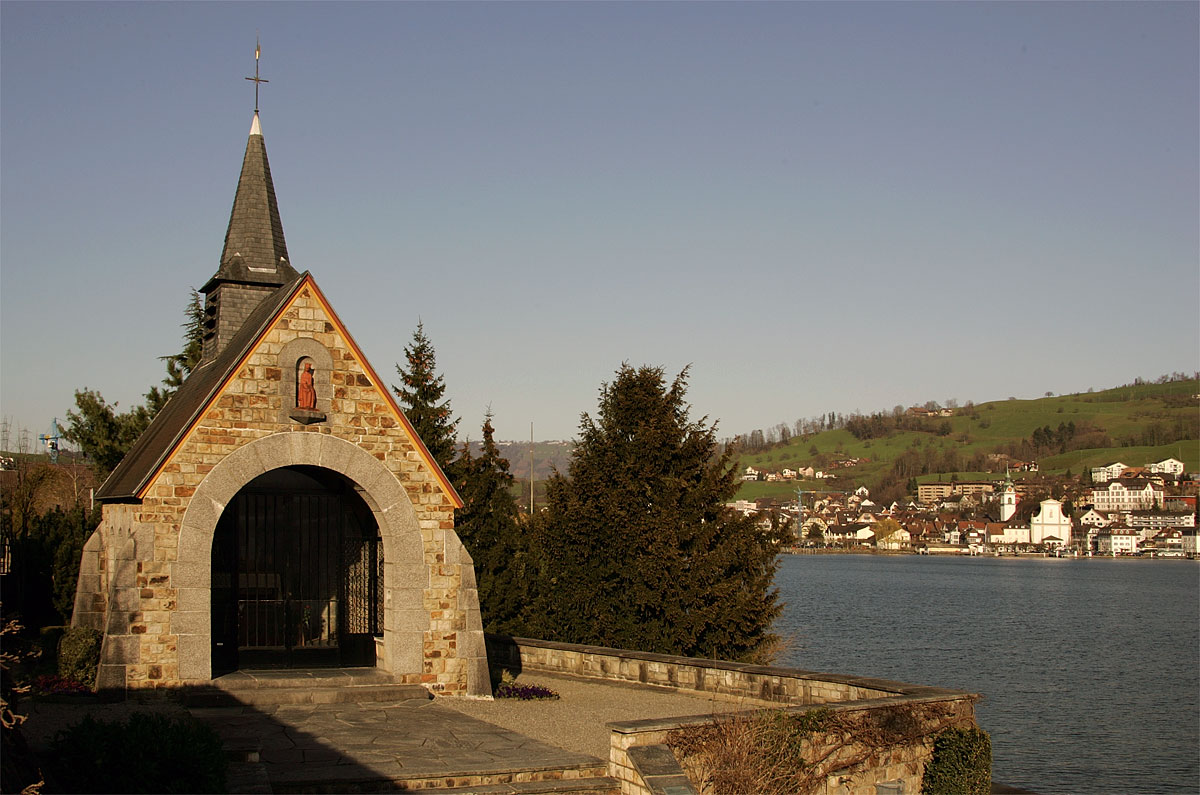
Astrid-Kapelle in Küssnacht (Kanton Schwyz, Schweiz)
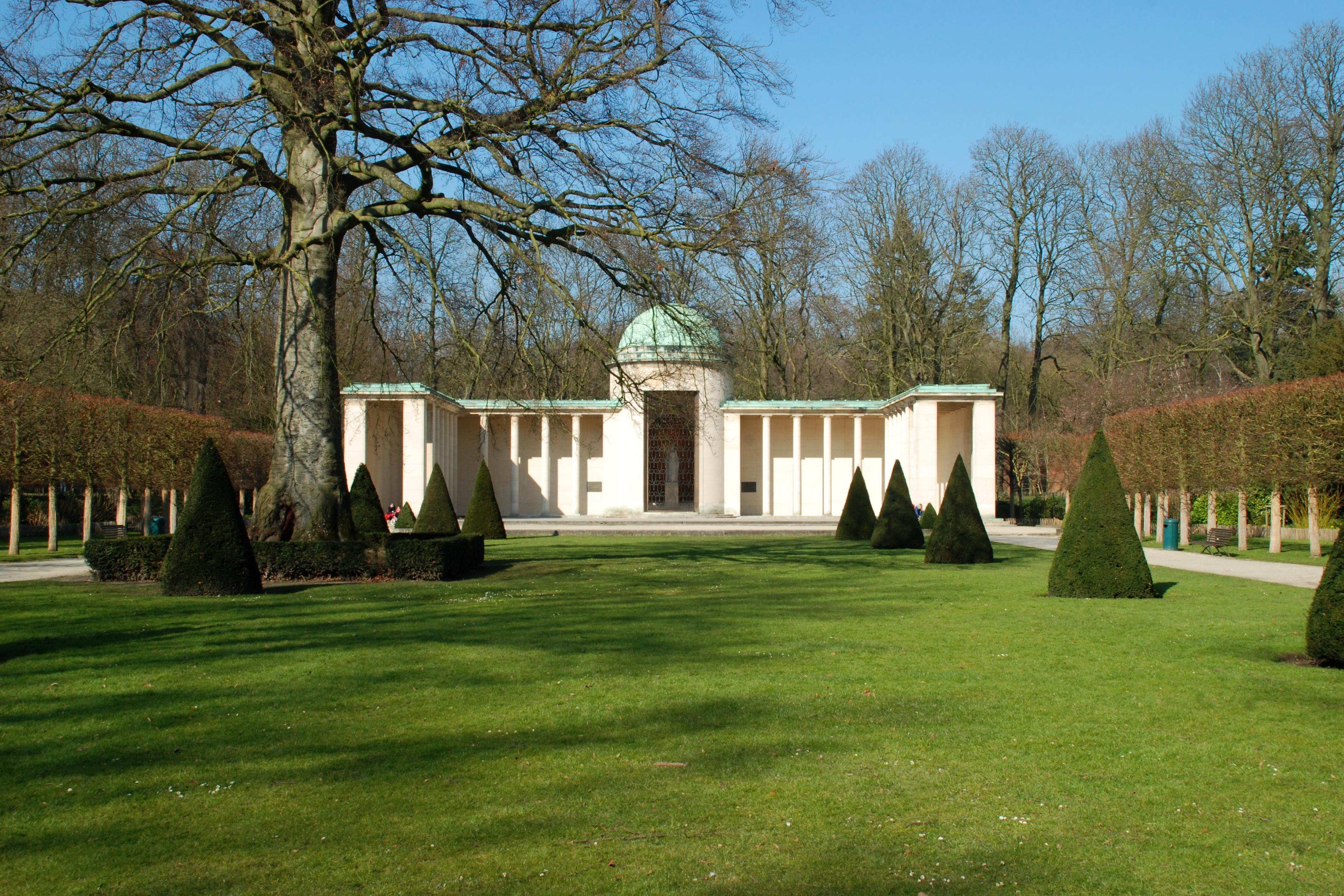
Königin-Astrid-Gedenkstätte in Laeken Mémorial Reine Astrid (Architekt Paul Bonduelle, 1938)
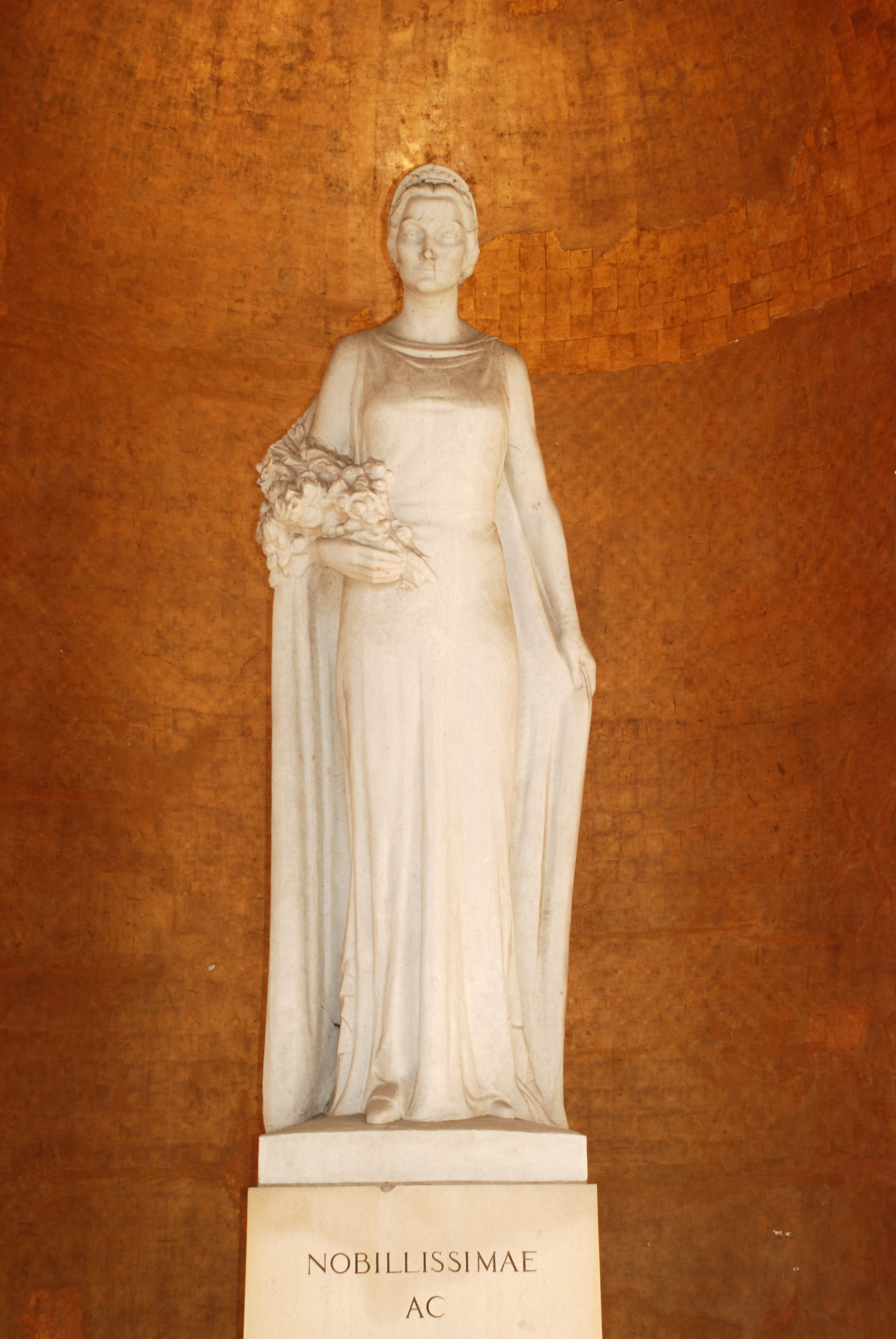
Statue der Königin in der Königin-Astrid-Gedenkstätte in Laeken
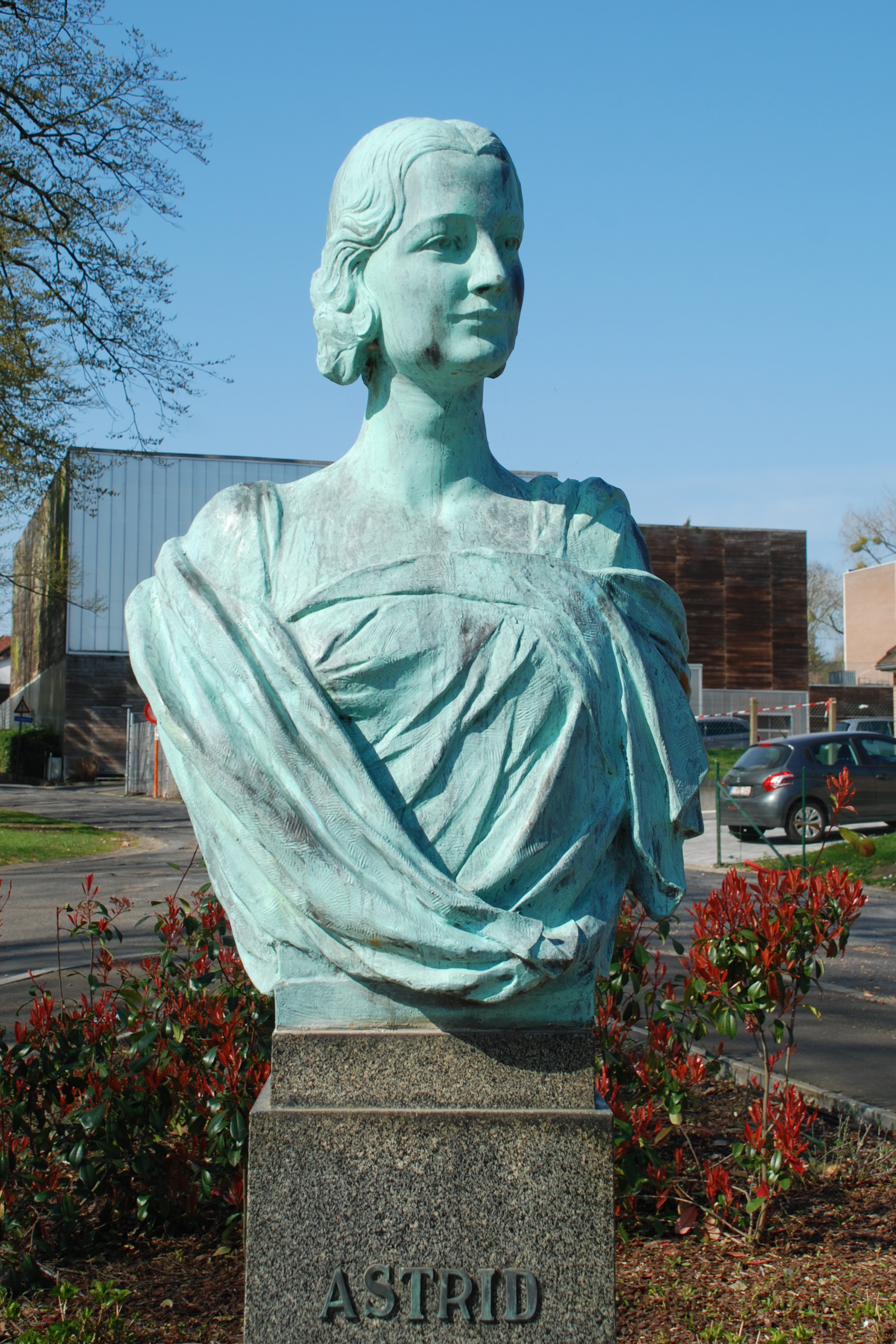
Bronzebüste der Königin in Court-Saint-Étienne (Victor Rousseau, 1938)

Die ehemalige belgische Kaserne Camp Astrid bei Eschweiler ist ebenfalls nach ihr benannt. Ferner ist sie Namensgeberin für den Astrid Ridge und gemeinsam mit ihrem Ehemann Namensgeber für die Leopold-und-Astrid-Küste in der Antarktis. In der Kolonialzeit war die Stadt Butare in Ruanda nach ihr benannt und wurde als Astrida bezeichnet. An der Kathedrale wurde eine Gedenktafel angebracht.
Das Militärkrankenhaus Königin Astrid in Brüssel ist nach ihre benannt.

## Galerie

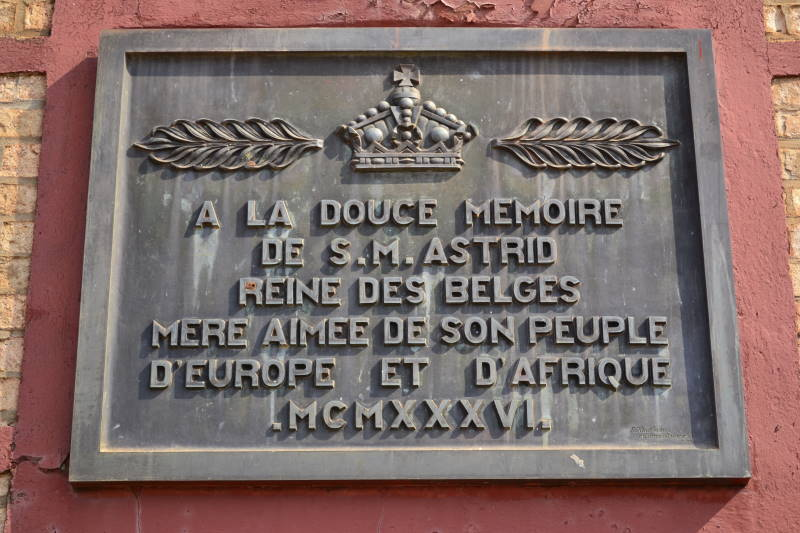
Gedenktafel an der Kathedrale im ruandischen Butare
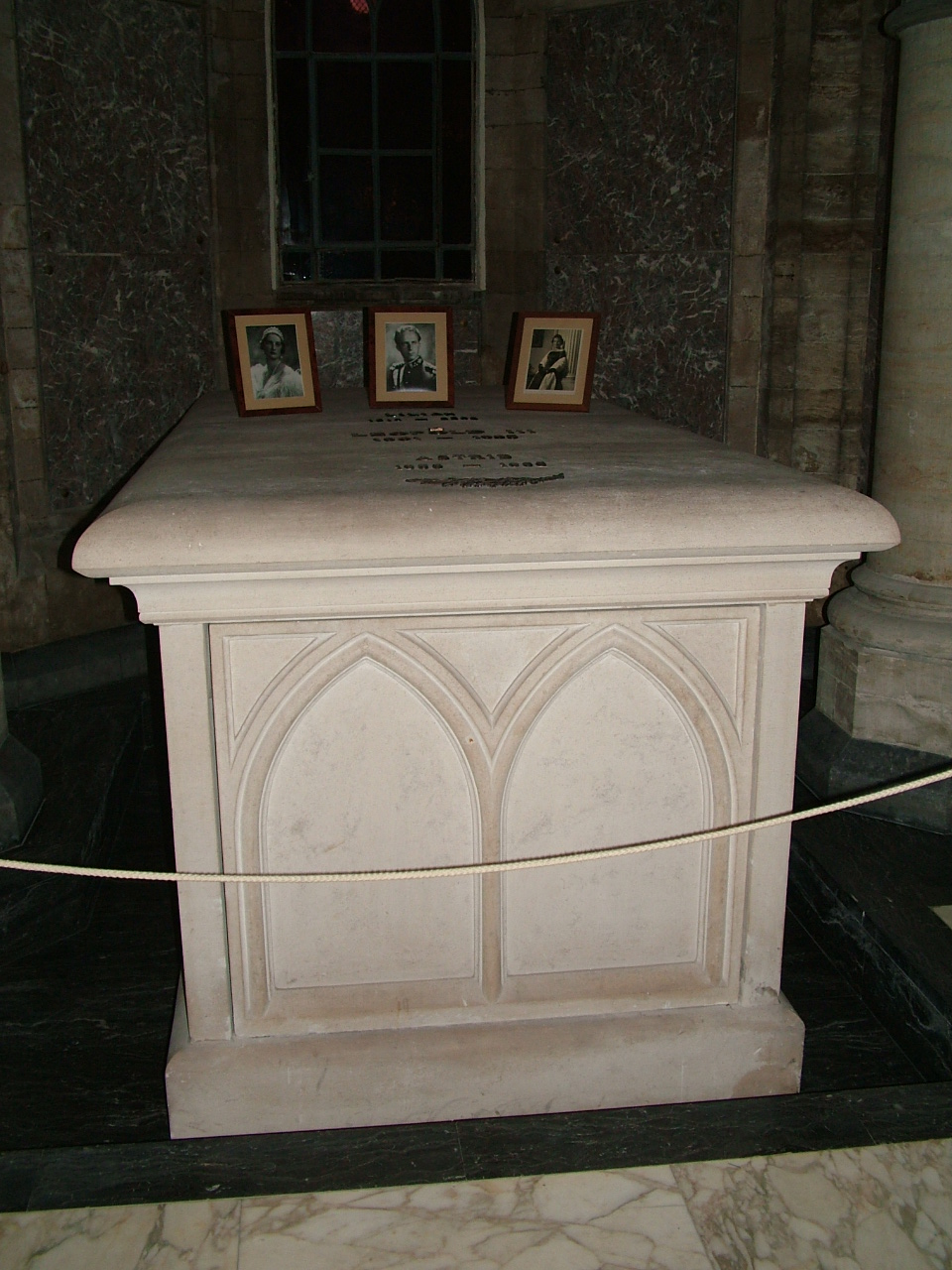
Grabstätte König Leopolds III. und seiner beiden Gemahlinnen
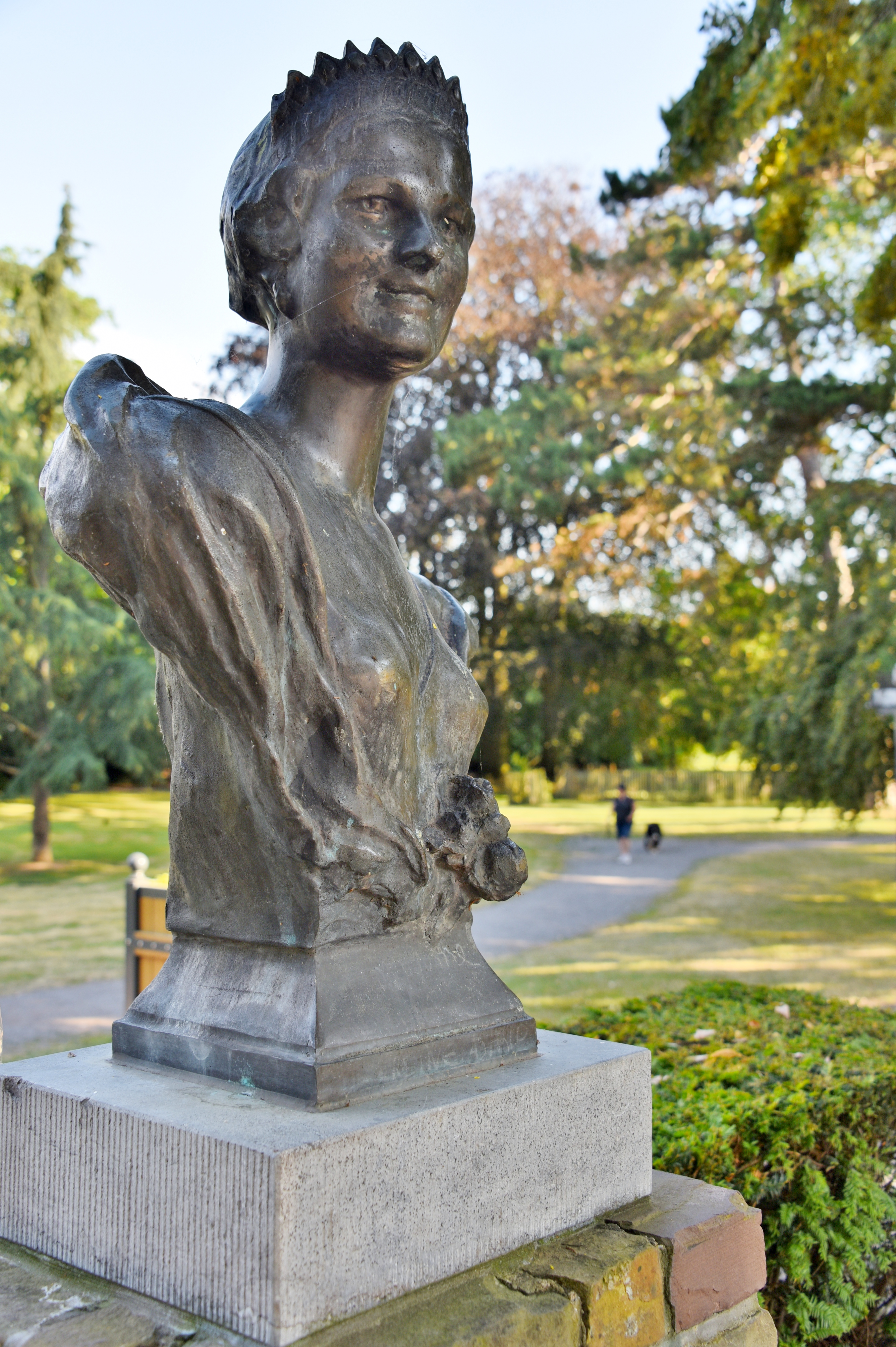
Büste in dem ihr gewidmeten Park in Namur